# Luis Ramacciotti

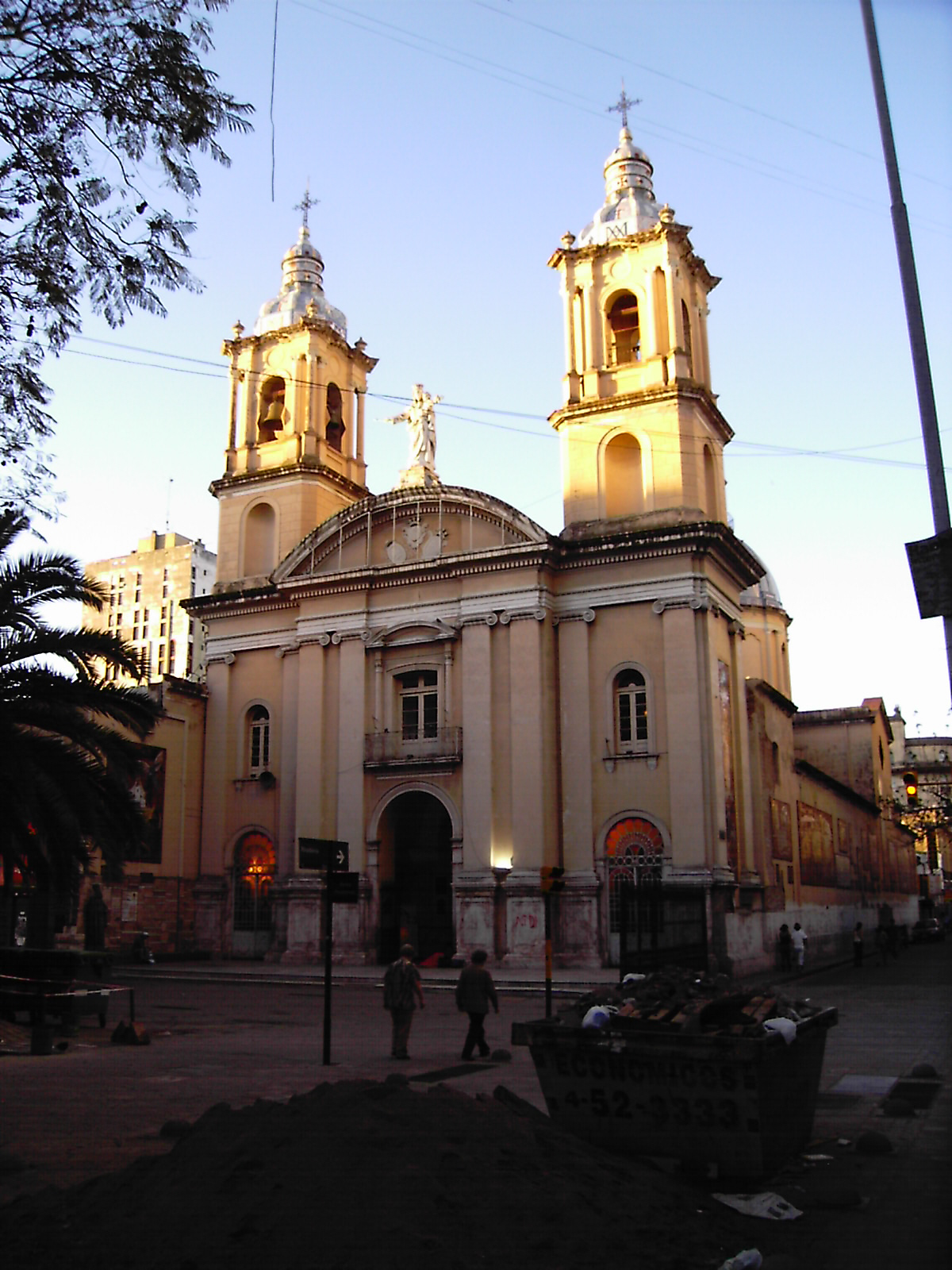
Fachada de la Basílica de la Merced, con la estatua de la Virgen en el centro, obra de Ramacciotti.

Aurelio Luigi Ramacciotti , conocido como Luis Ramacciotti fue un escultor italo-argentino, nacido el año 1886 en la localidad toscana de Capannori y fallecido en Argentina, donde vivió desde 1915.

## Vida y obras
Luis Ramacciotti llegó a la Argentina en 1915 a los 29 años. Residió en este país hasta su fallecimiento. 
La obra más conocida de Ramacciotti es la estatua del Cristo redentor en la localidad cordobesa de La Cumbre en Argentina. La obra fue inaugurada el 9 de julio de 1954 en 1954 y tiene una altura de 9 metros. Fue encargada por el párroco José Luis de Murueta y está ubicada en la sierra denominada de La Viarapa.

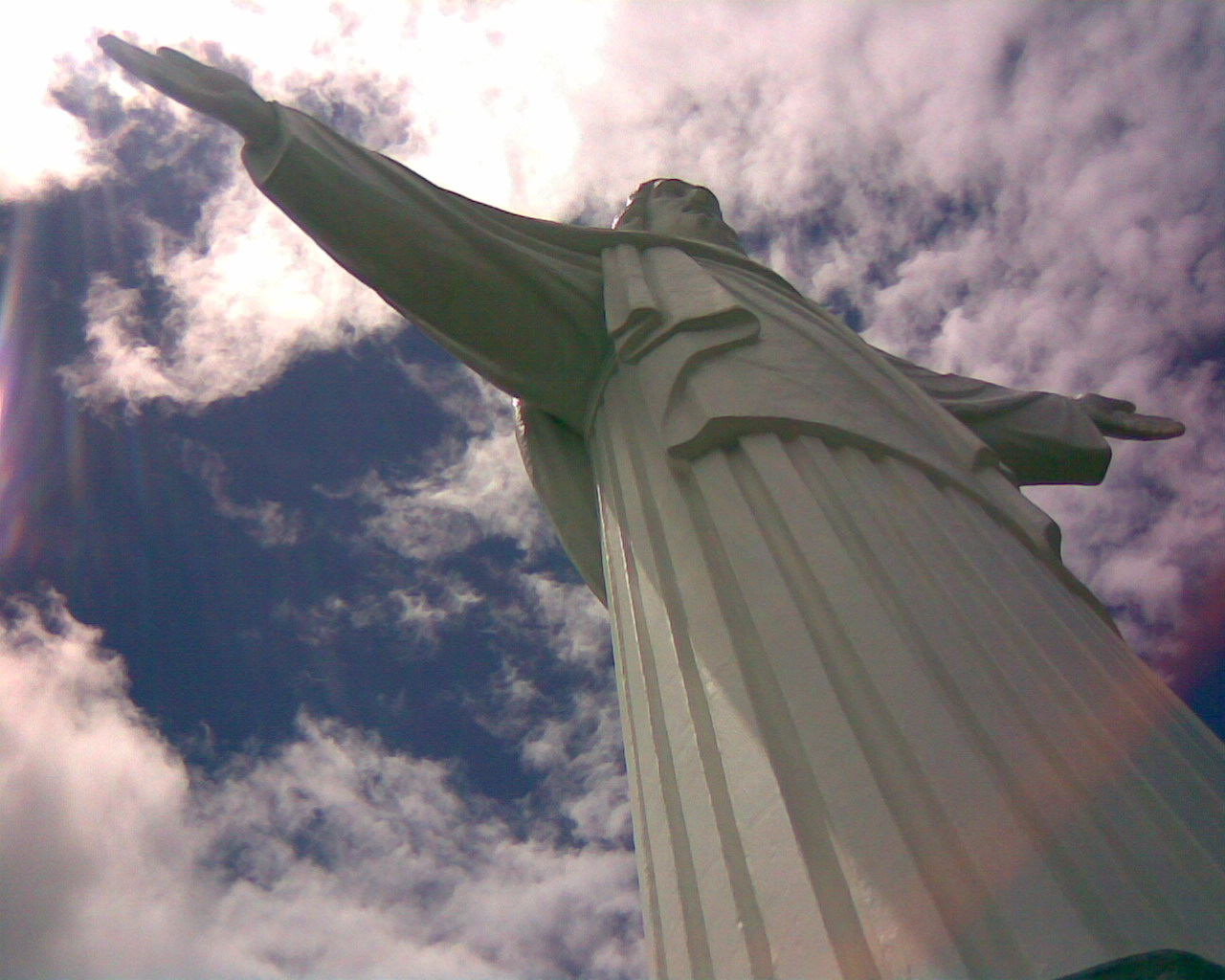
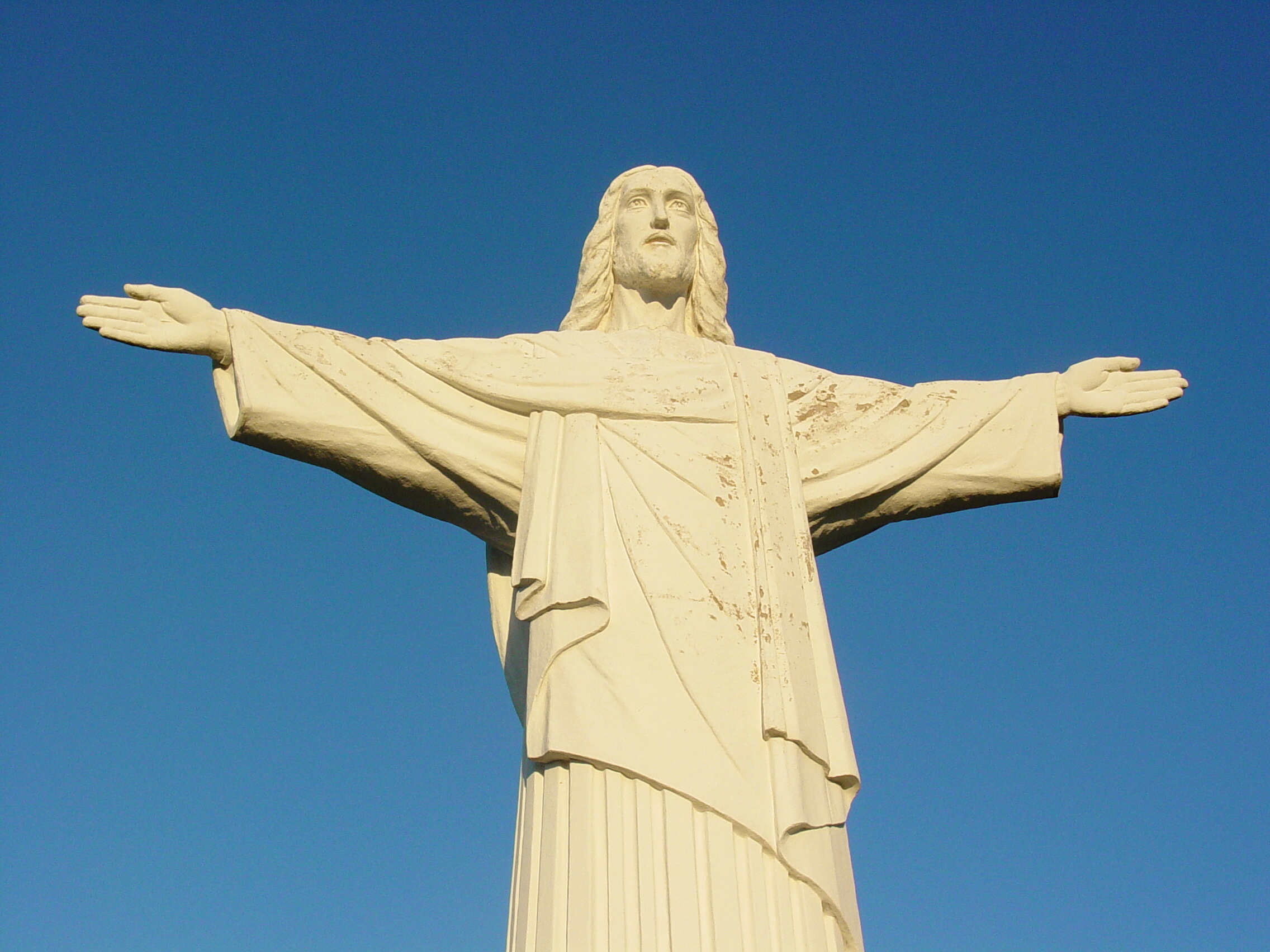

También es autor de la figura de una doncella en la fachada de la "Yesería la Helvética", en la ciudad de Córdoba. La fábrica había sido fundada por Pedro Righetti en 1885. En la misma ciudad, en el Parque Sarmiento al lado del Coniferal, está ubicada la Fuente de Neptuno, que es una alegoría del mar. También en el parque las estatuas de leones que acompañan el monumento a Falla de Vicente Torró Cimó.
En la Basílica de la Merced de Córdoba se colocó en el frente, entre las dos torres, una imagen de la Virgen de la Merced, obra del escultor Luis Ramacciotti. La escultura fue instalada el año 1918.